# Richard Lainhart
Richard Lainhart (* 14. Februar 1953 in Vestal, New York, USA; † 30. Dezember 2011) war ein US-amerikanischer Komponist, Musiker und Filmemacher.

## Leben und Wirken
Lainhart, 1953 in Vestal, New York, geboren, studierte Komposition an der State University of New York bei Joel Chadabe, einem Pionier der elektroakustischen Musik. Als Komponist avantgardistischer elektronischer Musik wurde er mit dem Stück White Night, das 1975 auf Brian Enos Album Discreet Music erschien, bekannt. Seine Kompositionen wurden außer in den USA auch in England, Schweden, Deutschland, Australien und Japan aufgeführt. Ein Rückblick seiner Kompositionen aus den 1970er und 1980er Jahren erschien 2001 auf dem Doppelalbum Ten Thousand Shades of Blue. 2008 erhielt er einen Kompositionsauftrag der Electronic Music Foundation für die Konzertreihe New York Soundscape.
Bei mehr als 2000 Konzerten führte Lainhart neben seinen eigenen Werken auch Kompositionen von John Cage, David Tudor, Steve Reich, Phill Niblock, David Berhman und Jordan Rudess auf. Als Filmemacher trat er auf dem Gebiet des Kurz- und Animationsfilms hervor. Seine Filme wurden bei Festivals in den USA, Kanada, Deutschland und Korea gezeigt. Beim International Festival of Cinema and Technology in Toronto erhielt er für den Film A Haiku Setting Preise in mehreren Kategorien. Sein multimediales Werk No Other Time erhielt 2008 einen Preis des New York State Council.

## Kompositionen
- The Sun-Dog Trail für Tonband (1971)
- The Deep für Tonband (1972)
- Black Rain für Tonband (1972)
- Surtsey für Tonband (1972)
- Moss für Tonband (1972)
- In the Fens für Tonband (1972)
- Dark Chambers für Tonband (1973)
- The Wave-Sounding Sea für Tonband (1973)
- Iron Hill für Tonband (1974)
- White Night für Tonband (1974)
- Daylight für Tonband (1974)
- The FM Automat für Tonband (1975)
- Snow für Tonband (1975)
- The Course of the River für Tonband (1975)
- A River On Cold Mountain für Tonband (1975)
- Bronze Cloud Disk für Tonband (1975)
- Jade Cloud Bell für Tonband (1975)
- Rain and Evening Wind (for David Gibson) für Cello und Elektronik (1975)
- The Wheel of the Sky für Stimme mit Tonband-Delay (1975)
- A Song of Shifting Mirrors für Shakuhachi(1975)
- Streams and Mountains Without End für Glockenspiel (1975)
- Two Mirrors Face One Another für Tonband (1976)
- Cities of Light für Tonband (1980)
- These Last Days für Synthesizer mit digitalen Delays (1983)
- Hall of Mirrors für Synthesizer mit digitalen Delays (1984)
- The Hidden Rose für Vibraphon mit digitalen Delays (1985)
- Enveloped In Shadows für Synthesizer mit digitalen Delays (1985)
- A Question Remains für Synthesizer mit digitalen Delays (1985)
- 10,000 Shades of Blue für interaktives Computersystem in Realzeit (1985)
- Desert Gardens für Chapman Stick und interaktives Computersystem in Realzeit (1986)
- The Rising Night für MIDI wind controller und interaktives Computersystem in Realzeit (1986)
- The Nag für MIDI-Keyboard und interaktives Computersystem in Realzeit (1986)
- Staring at the Moon für Vibraphon und interaktives Computersystem in Realzeit (1987)
- An Unknown Number für MIDI wind controller und interaktives Computersystem in Realzeit (1988)
- Under the Clock für MIDI mallet controller und interaktives Computersystem in Realzeit (1988)
- Paint Test Area für interaktives Computersystem in Realzeit (1989)
- Walking Slowly Backwards für Vibraphon (1989)
- An Open Hand für Chapman Stick mit digitalen Delays (1990)
- Mineral World für Chapman Stick und interaktives Computersystem in Realzeit (1992)
- Five Nocturnes für elektrische Gitarre und Computer (1998–2000)
- Dreamwood für elektrische Gitarre und Computer (2003)
- A Cloudless Sky für elektrische Gitarre und Computer (2003)
- An Open Window in an Empty Room für Klavier mit E-Bows und Computer (2004)
- One Word für Kyma (2005)
- Naming New Things für elektrische Gitarre und Computer (2005)
- Cranes Fly West für Lap-Steel-Gitarre und Kyma (2006)
- The Tiger's Dream für Continuum und Kyma (2006)
- The Book of Sand für Continuum und Kyma (2007)
- Four Voices für Continuum und Buchla 200e (2007)
- Threshold für elektrische Gitarre und Kyma (2008)

## Diskographie
- Brian Eno: White Night, 1975
- These Last Days (1987)
- Ten Thousand Shades of Blue (2001)
- I, Mute Hummings (2006)
- A Fistful of Patchcords (2006)
- Luminous Accidents
- Cranes Fly West (2010)
- The Wave-Sounding Sea (2010)
- Polychromatic Integers (2011)